# Psyllaephagus brevicornis
Psyllaephagus brevicornis är en stekelart som först beskrevs av Girault 1926.  Psyllaephagus brevicornis ingår i släktet Psyllaephagus och familjen sköldlussteklar. Inga underarter finns listade i Catalogue of Life.